# Jan Christen
Jan Christen (ur. 26 czerwca 2004 w Leuggern) – szwajcarski kolarz szosowy, górski i przełajowy.

## Osiągnięcia

### Kolarstwo górskie
2021
- 1. miejsce w mistrzostwach Szwajcarii juniorów (cross-country)

2022
- 1. miejsce w mistrzostwach Szwajcarii juniorów (cross-country)
- 2. miejsce w mistrzostwach świata juniorów (cross-country)

### Kolarstwo przełajowe
2021
- 1. miejsce w mistrzostwach Szwajcarii juniorów

2022
- 1. miejsce w mistrzostwach Szwajcarii juniorów
- 1. miejsce w mistrzostwach świata juniorów

2023
- 2. miejsce w mistrzostwach Szwajcarii do lat 23

### Kolarstwo szosowe
Opracowano na podstawie:

2021
- 1. miejsce w mistrzostwach Szwajcarii juniorów (jazda indywidualna na czas)
- 1. miejsce na 1. etapie Ain Bugey Valromey Tour

2022
- 1. miejsce w Tour du Pays de Vaud
  - 1. miejsce na 3. etapie
- 1. miejsce w mistrzostwach Szwajcarii juniorów (jazda indywidualna na czas)
- 2. miejsce w mistrzostwach Szwajcarii juniorów (start wspólny)
- 1. miejsce w mistrzostwach Europy juniorów (start wspólny)
- 3. miejsce w Ain Bugey Valromey Tour
- 4. miejsce w mistrzostwach świata juniorów (jazda indywidualna na czas)

2023
- 2. miejsce w Trofej Umag
- 1. miejsce na 7. etapie Giro Next Gen

2024
- 2. miejsce w wyścigu Mediolan-Turyn
- 1. miejsce na 2. etapie Giro d’Abruzzo
- 3. miejsce w mistrzostwach Szwajcarii (jazda indywidualna na czas)
- 1. miejsce w Giro dell’Appennino
- 1. miejsce w Prueba Villafranca-Ordiziako Klasika
- 3. miejsce w mistrzostwach świata do lat 23 (jazda indywidualna na czas)
- 4. miejsce w mistrzostwach świata do lat 23 (start wspólny)

2025
- 1. miejsce w Trofeo Calvià
- 1. miejsce na 2. etapie Volta ao Algarve
- 3. miejsce w Tour of Norway
- 3. miejsce w GP Gippingen
  - 1. miejsce w klasyfikacji punktowej i młodzieżowej
  - 1. miejsce na 2., 3. i 4. etapie
- 1. miejsce w Clàssica Terres de l’Ebre
- 2. miejsce w Prueba Villafranca-Ordiziako Klasika
- 4. miejsce w Tour de Pologne
  - 2. miejsce w klasyfikacji punktowej

## Rankingi

### Kolarstwo szosowe
| Rok             | 2023 | 2024 |
| --------------- | ---- | ---- |
| World Ranking   | 638. | 101. |
| UCI Europe Tour | -    | 82.  |
|                 |      |      |
| Źródło: UCI     |      |      |